# Peter Németh
Peter Németh (* 14. September 1972 in Banská Bystrica, Tschechoslowakei) ist ein slowakischer Fußballtrainer und ehemaliger Fußballspieler ungarischer Abstammung.

## Karriere

### Als Spieler

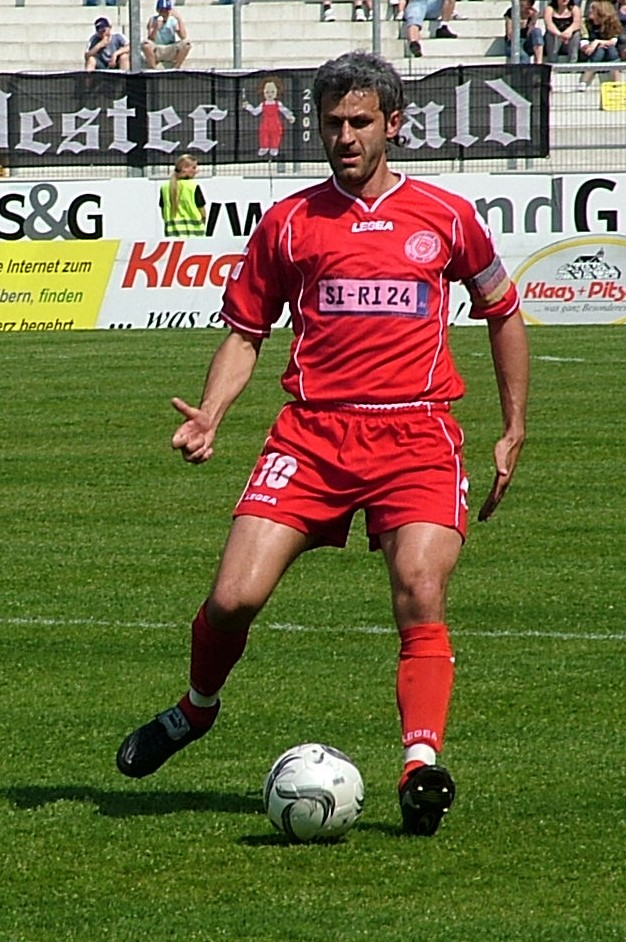
Peter Nemeth als Spieler bei den Sportfreunden Siegen

Németh begann seine Karriere in der Slowakei bei FK AS Trenčín, wechselte dann zu Baník Prievidza und kam über MŠK Žilina, Inter Bratislava und Baník Ostrava zu Eintracht Frankfurt, wo er bis 2002 spielte. Danach ging er für eine Saison auf Leihbasis zum FK AS Trenčín zurück und spielte zwischen 2003 und 2009 für die Sportfreunde Siegen, mit denen er 2004/05 in die 2. Bundesliga aufstieg.

### Als Spielertrainer
Am 1. Mai 2008 übernahm Nemeth, zunächst als Spielertrainer, das Traineramt für die 1. Mannschaft der Sportfreunde Siegen in der Regionalliga Süd. Er löste den erfolglosen Trainer Marc Fascher ab. Auf einer Pressekonferenz am 27. Juni 2008 wurde er öffentlich als Spielertrainer vorgestellt. Knapp ein Jahr später, am 2. Juni 2009, noch während der laufenden Saison, erfolgte seine Ablösung bei den Sportfreunden.
Ab Beginn der Saison 2009/10 spielte Németh nochmals aktiv Fußball, als er für die 2. Mannschaft des Siegerländer A-Kreisligisten Spvg Bürbach 09 auflief. Daneben erfolgten Trainer-Hospitanzen bei ŠK Slovan Bratislava in der Slowakei und FC Groningen in den Niederlanden.

### Trainer

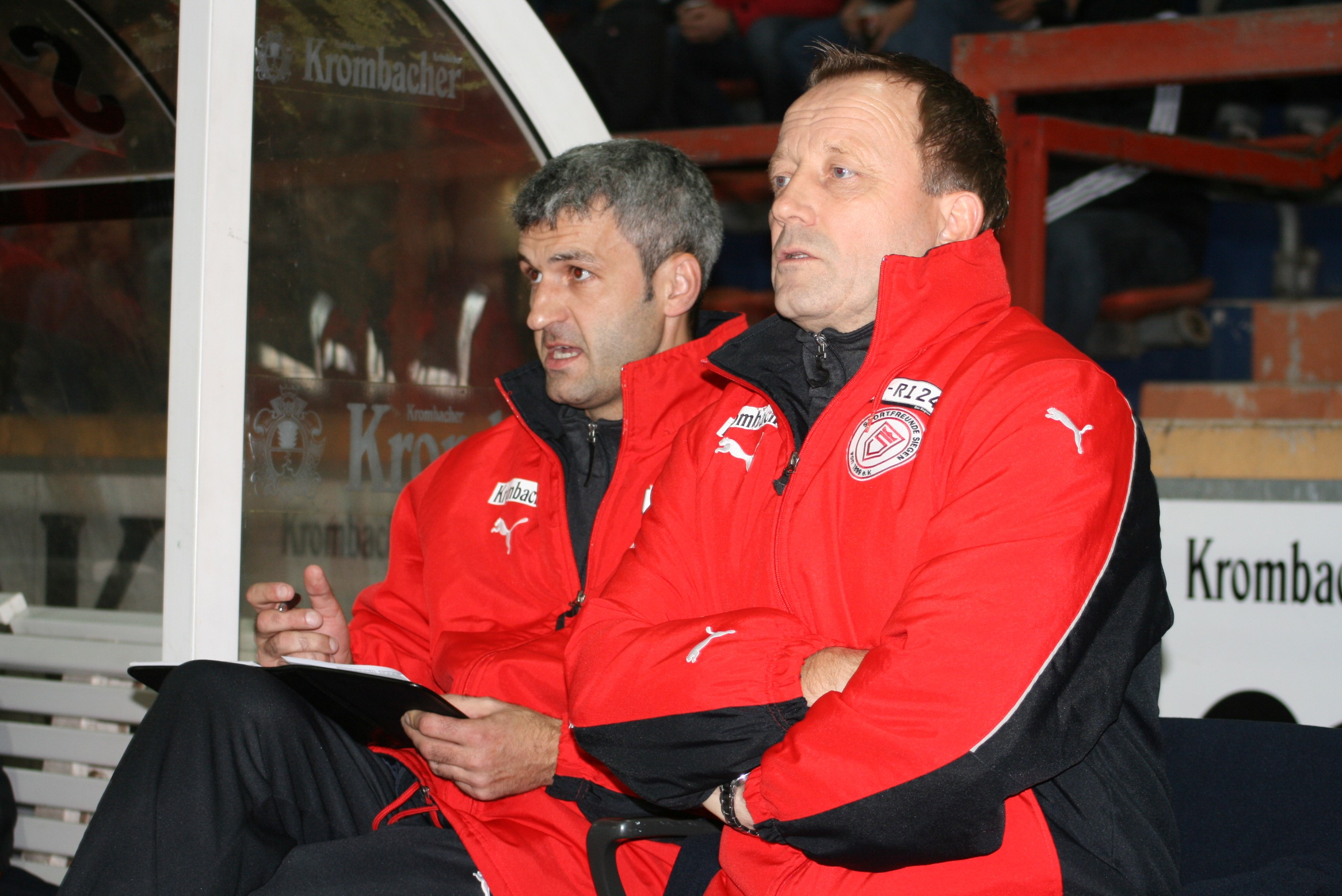
Peter Nemeth als Co-Trainer mit Rob Delahaija bei den Sportfreunden Siegen

Am 29. Oktober 2009 kehrte Németh zu den Sportfreunden in Siegen zurück, dieses Mal als Co-Trainer von Rob Delahaije. Am 29. März 2010 wurde er wieder zum Cheftrainer befördert, allerdings nur für knapp sechs Wochen, da er am 12. April 2010 entlassen wurde. Vom 16. September 2013 bis 30. Juni 2014 war er Co-Trainer bei den Profis von Dynamo Dresden, seit dem 17. Februar 2015 war er als Nachfolger von Stefan Böger Cheftrainer. Mit Beginn der Spielzeit 2015/16 wurde er wieder Co-Trainer, diesmal unter Uwe Neuhaus.

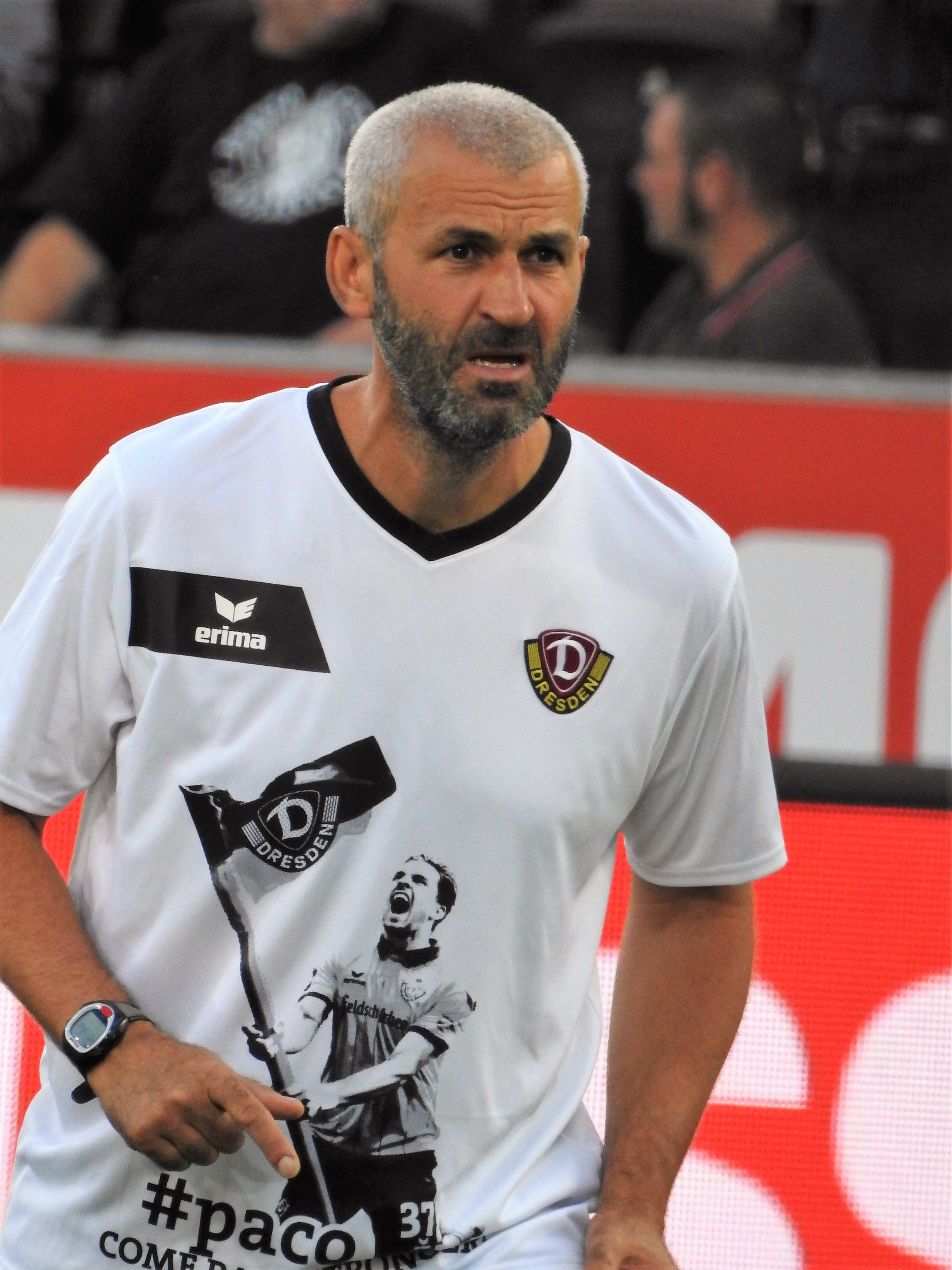
Németh bei Dynamo Dresden (2017)

Am 22. August 2018 wurde Németh nach dem Aus in der ersten Runde des DFB-Pokals gegen den Regionalligisten SV Rödinghausen zusammen mit Uwe Neuhaus vom Dresdner Verein beurlaubt. Am 11. Dezember wurde Németh unter Uwe Neuhaus neuer Co-Trainer bei Arminia Bielefeld, mit dem ihm in der Saison 2019/20 als Meister der 2. Bundesliga der Aufstieg gelang. Nachdem sich der Verein infolge eines schwachen Rückrundenauftakts in der Bundesliga-Saison 2020/21 nach dem 23. Spieltag mit 18 Punkten aus 22 Partien nur auf dem Relegationsplatz befand, wurden die Verträge von Neuhaus und Németh im März 2021 vorzeitig aufgelöst.

### Nationalmannschaft
Für die slowakische Nationalmannschaft bestritt Németh 22 Länderspiele, in denen er drei Treffer erzielte.